# Championnat d'Algérie de football 2019-2020
Navigation
Ligue 1
2018-2019 Ligue 1
2020-2021
La saison 2019-2020 de Ligue 1 est la 58e édition du Championnat d'Algérie de football. La saison débute le 15 août 2019 et se terminera le 19 mai 2020. Les équipes promues de deuxième division sont le NC Magra, l'ASO Chlef et l'US Biskra champion de Ligue 2 en titre.
La saison est marquée par l'arrêt du championnat à partir du 15 mars après la propagation de la pandémie de Covid-19 en Algérie.
Le 29 juillet 2020, le bureau fédéral de la Fédération algérienne de football annonce la fin officielle du championnat et détermine le classement final en prenant en compte un indice de performance (ratio) selon le nombre de points marqués sur tous les matchs joués. Le CR Belouizdad est déclaré champion et la relégation est supprimée pour la saison 2019-2020.

## Participants
| \| JSK Alger CABBA CSC ASO ESS NCM MCO USMBA USB JSS ASAM \| Localisation des clubs engagés dans le championnat. |
| JSK Alger CABBA CSC ASO ESS NCM MCO USMBA USB JSS ASAM                                                           |

| \| MCA USMA CRB NAHD PAC \| Localisation des clubs algérois engagés en L1. |
| MCA USMA CRB NAHD PAC                                                      |

### Participants
Les treize premiers de la Ligue 1 2018-2019 ainsi que les trois premiers de la Ligue 2 2018-2019 participent à la compétition.
Les matchs derbys entre les équipes algéroises de ce championnat (CR Belouizdad, MC Alger, NA Hussein Dey, Paradou AC, USM Alger) se jouent tous au niveau du stade du 5-juillet-1962 d'Alger.
Légende des couleurs
| Club                  | Se maintient depuis | Classement 2018-2019 | Entraîneur                                           | Depuis | Stade                          | Capacité théorique | Ville              |
| --------------------- | ------------------- | -------------------- | ---------------------------------------------------- | ------ | ------------------------------ | ------------------ | ------------------ |
| USM Alger             | 1995                | 1re                  | Billel Dziri                                         | 2019   | Stade Omar-Hamadi              | 17 500             | Alger              |
| JS Kabylie            | 1969                | 2e                   | Hubert Velud                                         | 2019   | Stade du 1er Novembre 1954     | 20 000             | Tizi Ouzou         |
| Paradou AC            | 2017                | 3e                   | Francisco Chaló                                      | 2018   | Stade Omar-Hamadi              | 17 500             | Alger              |
| JS Saoura             | 2012                | 4e                   | Moez Bououkaz puis Boughrara Lamine                  | 2019   | Stade du 20 Août 1955          | 20 000             | Béchar             |
| ES Sétif              | 1997                | 5e                   | Kheireddine Madoui puis Nabil Elkouki                | 2019   | Stade du 8 Mai 1945            | 25 000             | Sétif              |
| MC Alger              | 2003                | 6e                   | Bernard Casoni                                       | 2019   | Stade du 5 juillet 1962        | 64 000             | Alger              |
| CS Constantine        | 2011                | 7e                   | Denis Lavagne                                        | 2018   | Stade Chahid-Hamlaoui          | 40 000             | Constantine        |
| CR Belouizdad         | 1989                | 8e                   | Abdelkader Amrani                                    | 2018   | Stade du 20 Août 1955          | 15 000             | Alger              |
| CA Bordj Bou Arreridj | 2018                | 9e                   | Franck Dumas                                         | 2019   | Stade du 20 Août 1955          | 15 000             | Bordj Bou Arreridj |
| MC Oran               | 2009                | 10e                  | Tahar Chérif El-Ouazzani puis Bachir Mecheri         | 2019   | Stade Ahmed-Zabana             | 40 000             | Oran               |
| NA Hussein Dey        | 2014                | 11e                  | Nour Benzekri Puis Remmane Rezki Puis Adjali Lakhder | 2016   | Stade des Frères-Zioui         | 5 000              | Alger              |
| AS Aïn M'lila         | 2018                | 12e                  | Azzedine Ait Djoudi                                  | 2019   | Stade des frères Demane-Debbih | 7 000              | Oum El Bouaghi     |
| USM Bel-Abbès         | 2016                | 13e                  | Younes Ifticene                                      | 2019   | Stade du 24 Février 1956       | 45 000             | Sidi Bel Abbès     |
| US Biskra             | 2019                | 1er (Ligue 2)        | Nadir Leknaoui                                       | 2019   | Stade du 18 février            | 24 000             | Biskra             |
| NC Magra              | 2019                | 2e (Ligue 2)         | Karim Zaoui puis Khezzar Elhadi                      | 2016   | Stade du 8 mai 1945            | 25 000             | M'Sila             |
| ASO Chlef             | 2019                | 3e (Ligue 2)         | Samir Zaoui                                          | 2018   | Stade Mohamed-Boumezrag        | 18 000             | Chlef              |

## Compétition

### Classement
| Rang | Équipe           | Pts | J  | G  | N | P  | Bp | Bc | Diff | Qualification ou relégation                         |
| ---- | ---------------- | --- | -- | -- | - | -- | -- | -- | ---- | --------------------------------------------------- |
| 1    | CR Belouizdad    | 40  | 21 | 11 | 7 | 3  | 30 | 16 | +14  | Qualification pour la Ligue des champions de la CAF |
| 2    | MC Alger         | 34  | 20 | 10 | 4 | 6  | 28 | 25 | +3   | Qualification pour la Ligue des champions de la CAF |
| 3    | ES Sétif         | 37  | 22 | 11 | 4 | 7  | 34 | 19 | +15  | Qualification pour la Coupe de la confédération     |
| 4    | JS Kabylie       | 36  | 22 | 10 | 6 | 6  | 27 | 18 | +9   | Qualification pour la Coupe de la confédération     |
| 5    | CS Constantine   | 34  | 22 | 9  | 7 | 6  | 32 | 23 | +9   |                                                     |
| 6    | USM Alger T      | 32  | 21 | 9  | 5 | 7  | 25 | 22 | +3   |                                                     |
| 7    | JS Saoura        | 33  | 22 | 9  | 6 | 7  | 19 | 18 | +1   |                                                     |
| 8    | AS Aïn M'lila    | 32  | 22 | 8  | 8 | 6  | 26 | 25 | +1   |                                                     |
| 9    | MC Oran          | 30  | 22 | 7  | 9 | 6  | 28 | 24 | +4   |                                                     |
| 10   | Paradou AC       | 26  | 20 | 7  | 5 | 8  | 20 | 18 | +2   |                                                     |
| 11   | USM Bel Abbès    | 26  | 21 | 8  | 2 | 11 | 22 | 31 | −9   |                                                     |
| 12   | ASO Chlef P      | 25  | 21 | 6  | 7 | 8  | 15 | 17 | −2   |                                                     |
| 13   | CAB Bou Arreridj | 25  | 22 | 6  | 7 | 9  | 22 | 29 | −7   |                                                     |
| 14   | US Biskra P      | 21  | 22 | 6  | 3 | 13 | 17 | 33 | −16  |                                                     |
| 15   | NA Hussein Dey   | 19  | 22 | 4  | 7 | 11 | 14 | 27 | −13  |                                                     |
| 16   | NC Magra P       | 19  | 22 | 4  | 7 | 11 | 16 | 30 | −14  |                                                     |

### Match
| Résultats (▼dom., ►ext.)                                   | ASAM   | ASO    | CABBA  | CRB    | CSC    | ESS    | JSK    | JSS    | MCA    | MCO    | NAHD   | NCM    | PAC    | USB    | USMA   | USMBA  |
| AS Aïn M'lila                                              |        | 1-0    | 2-0    | Annulé | 0-0    | Annulé | Annulé | 0-0    | 1-0    | 2-1    | 1-0    | 1-1    | Annulé | 3-0    | 1-1    | 3-0    |
| ASO Chlef                                                  | Annulé |        | 0-0    | 2-2    | 1-1    | Annulé | 1-0    | Annulé | 2-1    | Annulé | 0-0    | 0-0    | 0-1    | 2-1    | 0-0    | 0-1    |
| CA Bordj Bou Arreridj                                      | 2-2    | Annulé |        | 1-1    | 1-3    | 1-0    | 1-1    | 1-2    | 3-0    | 1-2    | 1-0    | Annulé | 2-0    | Annulé | Annulé | 2-0    |
| CR Belouizdad                                              | 1-1    | 1-0    | 4-0    |        | Annulé | 1-0    | 3-1    | 3-1    | Annulé | 1-1    | 1-0    | 2-1    | Annulé | 3-2    | Annulé | Annulé |
| CS Constantine                                             | Annulé | Annulé | 2-2    | 1-0    |        | 3-1    | 3-1    | 2-2    | 2-3    | 1-1    | 1-0    | 1-1    | Annulé | 3-0    | 0-0    | Annulé |
| ES Sétif                                                   | 4-0    | 0-1    | 3-0    | Annulé | Annulé |        | 0-0    | 2-0    | Annulé | 1-1    | 2-0    | 3-0    | Annulé | 2-0    | 3-1    | 2-1    |
| JS Kabylie                                                 | 1-0    | 4-1    | Annulé | 0-3    | Annulé | 1-0    |        | 0-0    | Annulé | 1-0    | 1-0    | 3-0    | 0-0    | 3-2    | Annulé | 2-0    |
| JS Saoura                                                  | 2-1    | 0-0    | 1-0    | Annulé | 1-0    | Annulé | Annulé |        | 0-1    | 1-1    | Annulé | 3-0    | 1-0    | 2-1    | 1-0    | 0-1    |
| MC Alger                                                   | 1-1    | Annulé | 1-0    | 2-2    | Annulé | 1-2    | 0-3    | 1-0    |        | 1-1    | 3-0    | 3-2    | Annulé | Annulé | Annulé | Annulé |
| MC Oran                                                    | 3-1    | 1-2    | Annulé | Annulé | 1-0    | 1-1    | Annulé | 1-1    | 2-3    |        | Annulé | 1-0    | 0-1    | 0-0    | 4-0    | 3-1    |
| NA Hussein Dey                                             | 1-1    | 0-3    | Annulé | 1-2    | 1-0    | 4-3    | 0-0    | 1-0    | Annulé | 0-0    |        | 0-1    | 1-3    | Annulé | Annulé | 1-1    |
| NC Magra                                                   | 0-1    | 1-0    | 1-1    | 1-1    | 1-2    | 0-1    | Annulé | Annulé | 0-0    | Annulé | Annulé |        | 1-1    | 1-0    | 1-2    | 2-1    |
| Paradou AC                                                 | 4-1    | 1-0    | Annulé | 0-0    | 1-2    | 1-1    | 0-3    | 0-1    | 1-2    | Annulé | Annulé | Annulé |        | 2-0    | 1-1    | 3-0    |
| US Biskra                                                  | Annulé | 1-0    | 0-0    | 1-0    | 2-1    | 0-2    | 1-1    | Annulé | 0-3    | Annulé | 2-3    | Annulé | 1-0    |        | 1-0    | 1-2    |
| USM Alger                                                  | 3-2    | Annulé | 3-0    | 1-0    | 1-3    | 2-1    | 1-0    | 4-1    | 0-1    | 4-1    | 0-0    | Annulé | 1-0    | Annulé |        | Annulé |
| USM Bel-Abbès                                              | Annulé | Annulé | 1-3    | 0-1    | 2-1    | Annulé | 2-1    | Annulé | 3-1    | 1-2    | 1-1    | 3-1    | Annulé | 0-1    | 1-0    |        |
| - Victoire à domicile - Match nul - Victoire à l'extérieur |        |        |        |        |        |        |        |        |        |        |        |        |        |        |        |        |

## Statistiques

### Domicile et extérieur
| Rang | Équipe                | Pts | J  | G | N | P | Bp | Bc | Diff |
| ---- | --------------------- | --- | -- | - | - | - | -- | -- | ---- |
| 1    | CR Belouizdad         | 26  | 10 | 8 | 2 | 0 | 20 | 7  | +13  |
| 2    | ES Sétif              | 26  | 11 | 8 | 2 | 1 | 22 | 4  | +18  |
| 3    | JS Kabylie            | 26  | 11 | 8 | 2 | 1 | 16 | 6  | +10  |
| 4    | AS Aïn M'lila         | 25  | 11 | 7 | 4 | 0 | 15 | 3  | +12  |
| 5    | USM Alger             | 25  | 11 | 8 | 1 | 2 | 20 | 9  | +11  |
| 6    | JS Saoura             | 23  | 11 | 7 | 2 | 2 | 12 | 5  | +7   |
| 7    | CS Constantine        | 20  | 11 | 5 | 5 | 1 | 19 | 11 | +8   |
| 8    | MC Alger              | 15  | 9  | 4 | 3 | 2 | 13 | 11 | +2   |
| 9    | MC Oran               | 18  | 11 | 5 | 3 | 3 | 17 | 10 | +7   |
| 10   | CA Bordj Bou Arreridj | 18  | 11 | 5 | 3 | 3 | 16 | 11 | +5   |
| 11   | USM Bel-Abbès         | 16  | 10 | 5 | 1 | 4 | 14 | 12 | +2   |
| 12   | US Biskra             | 17  | 11 | 5 | 2 | 4 | 10 | 12 | -2   |
| 13   | Paradou AC            | 15  | 11 | 4 | 3 | 4 | 14 | 11 | +3   |
| 14   | ASO Chlef             | 15  | 11 | 3 | 6 | 2 | 8  | 7  | +1   |
| 15   | NC Magra              | 13  | 11 | 3 | 4 | 4 | 9  | 10 | -1   |
| 16   | NA Hussein Dey        | 13  | 11 | 3 | 4 | 4 | 10 | 14 | -4   |

| Rang | Équipe                | Pts | J  | G | N | P | Bp | Bc | Diff |
| ---- | --------------------- | --- | -- | - | - | - | -- | -- | ---- |
| 1    | MC Alger              | 19  | 11 | 6 | 1 | 4 | 15 | 14 | +1   |
| 2    | CR Belouizdad         | 14  | 11 | 3 | 5 | 3 | 12 | 10 | +2   |
| 3    | CS Constantine        | 14  | 11 | 4 | 2 | 5 | 13 | 12 | +1   |
| 4    | Paradou AC            | 11  | 9  | 3 | 2 | 4 | 6  | 7  | -1   |
| 5    | MC Oran               | 12  | 11 | 2 | 6 | 3 | 11 | 14 | -3   |
| 6    | ES Sétif              | 11  | 11 | 3 | 2 | 6 | 12 | 15 | -3   |
| 7    | ASO Chlef             | 10  | 10 | 3 | 1 | 6 | 7  | 10 | -3   |
| 8    | JS Kabylie            | 10  | 11 | 2 | 4 | 5 | 11 | 12 | -1   |
| 9    | JS Saoura             | 10  | 11 | 2 | 4 | 5 | 8  | 15 | -7   |
| 10   | USM Bel-Abbès         | 10  | 11 | 3 | 1 | 7 | 8  | 19 | -11  |
| 11   | USM Alger             | 7   | 10 | 1 | 4 | 5 | 5  | 13 | -8   |
| 12   | AS Aïn M'lila         | 7   | 11 | 1 | 4 | 6 | 11 | 22 | -11  |
| 13   | CA Bordj Bou Arreridj | 7   | 11 | 1 | 4 | 6 | 6  | 18 | -12  |
| 14   | NA Hussein Dey        | 6   | 11 | 1 | 3 | 7 | 4  | 13 | -9   |
| 15   | NC Magra              | 6   | 11 | 1 | 3 | 7 | 7  | 20 | -13  |
| 16   | US Biskra             | 4   | 11 | 1 | 1 | 9 | 7  | 21 | -14  |

### Évolution du classement
Le tableau suivant récapitule le classement au terme de chacune des journées définies par le calendrier officiel.
| Journées → | 1  | 2  | 3  | 4  | 5  | 6  | 7  | 8  | 9  | 10 | 11 | 12 | 13 | 14 | 15 | 16 | 17 | 18 | 19 | 20 | 21 | 22 |    | En_tête | Relégable | Ligue de champion Afrique | Coupe CAF |
| ---------- | -- | -- | -- | -- | -- | -- | -- | -- | -- | -- | -- | -- | -- | -- | -- | -- | -- | -- | -- | -- | -- | -- | -- | ------- | --------- | ------------------------- | --------- |
| ASAM       | 9  | 10 | 11 | 9  | 8  | 9  | 10 | 6  | 8  | 8  | 7  | 6  | 8  | 7  | 10 | 8  | 9  | 10 | 11 | 8  | 8  | 8  | 0  | 0       | 0         | 0                         |           |
| ASO        | 13 | 13 | 13 | 12 | 14 | 15 | 15 | 14 | 14 | 15 | 14 | 12 | 13 | 12 | 13 | 13 | 13 | 9  | 10 | 12 | 12 | 12 | 0  | 0       | 0         | 0                         |           |
| CABBA      | 8  | 2  | 3  | 3  | 3  | 4  | 8  | 10 | 12 | 9  | 9  | 9  | 9  | 10 | 9  | 12 | 10 | 13 | 13 | 13 | 13 | 13 | 0  | 0       | 1         | 4                         |           |
| CRB        | 6  | 3  | 4  | 2  | 1  | 1  | 1  | 2  | 2  | 2  | 1  | 1  | 1  | 1  | 1  | 1  | 1  | 1  | 1  | 1  | 1  | 1  | 15 | 0       | 19        | 2                         |           |
| CSC        | 14 | 14 | 14 | 14 | 12 | 6  | 11 | 7  | 7  | 7  | 8  | 7  | 3  | 4  | 5  | 7  | 4  | 5  | 5  | 5  | 5  | 4  | 0  | 0       | 0         | 4                         |           |
| ESS        | 12 | 12 | 12 | 10 | 13 | 8  | 13 | 13 | 16 | 11 | 13 | 15 | 11 | 11 | 7  | 5  | 5  | 4  | 4  | 3  | 2  | 2  | 0  | 0       | 2         | 3                         |           |
| JSK        | 10 | 4  | 1  | 4  | 6  | 10 | 5  | 8  | 6  | 6  | 6  | 8  | 5  | 5  | 3  | 3  | 2  | 3  | 3  | 4  | 3  | 3  | 1  | 0       | 2         | 9                         |           |
| JSS        | 3  | 7  | 9  | 6  | 7  | 7  | 4  | 3  | 5  | 5  | 4  | 5  | 7  | 8  | 11 | 11 | 8  | 11 | 7  | 7  | 7  | 6  | 0  | 0       | 0         | 4                         |           |
| MCA        | 7  | 5  | 6  | 1  | 2  | 2  | 2  | 1  | 1  | 1  | 2  | 2  | 2  | 2  | 2  | 2  | 3  | 2  | 2  | 2  | 4  | 5  | 4  | 0       | 16        | 2                         |           |
| MCO        | 1  | 1  | 2  | 5  | 5  | 5  | 3  | 5  | 4  | 3  | 3  | 4  | 6  | 6  | 8  | 6  | 6  | 6  | 6  | 6  | 6  | 9  | 2  | 0       | 3         | 5                         |           |
| NAHD       | 11 | 11 | 10 | 13 | 9  | 13 | 14 | 15 | 10 | 10 | 11 | 13 | 16 | 16 | 15 | 15 | 15 | 15 | 16 | 16 | 15 | 15 | 0  | 0       | 0         | 0                         |           |
| NCM        | 5  | 9  | 8  | 8  | 11 | 12 | 12 | 12 | 15 | 16 | 16 | 16 | 14 | 13 | 14 | 14 | 14 | 14 | 15 | 15 | 16 | 16 | 0  | 0       | 0         | 0                         |           |
| PAC        | 15 | 15 | 16 | 16 | 16 | 16 | 16 | 16 | 9  | 12 | 15 | 14 | 15 | 14 | 12 | 10 | 12 | 12 | 12 | 10 | 9  | 10 | 0  | 0       | 0         | 0                         |           |
| USB        | 4  | 8  | 7  | 7  | 10 | 14 | 9  | 11 | 13 | 14 | 12 | 10 | 12 | 15 | 16 | 16 | 16 | 16 | 14 | 14 | 14 | 14 | 0  | 0       | 0         | 1                         |           |
| USMA       | 2  | 6  | 5  | 11 | 4  | 3  | 6  | 4  | 3  | 4  | 5  | 3  | 4  | 3  | 4  | 4  | 7  | 7  | 9  | 11 | 10 | 7  | 0  | 0       | 1         | 10                        |           |
| USMBA      | 16 | 16 | 15 | 15 | 15 | 11 | 7  | 9  | 11 | 13 | 10 | 11 | 10 | 9  | 6  | 9  | 11 | 8  | 8  | 9  | 11 | 11 | 0  | 0       | 0         | 0                         |           |

### Buts marqués par journée
Ce graphique représente le nombre de buts marqués lors de chaque journée.

### Classement des buteurs
| # | Buteur              | Club             | Buts | Pen. | J  | Pts. |
| - | ------------------- | ---------------- | ---- | ---- | -- | ---- |
| 1 | Med Lamine Abid     | CS Constantinois | 10   | 2    | 20 | 34   |
| 1 | Mohamed Tiaïba      | AS Ain M'lila    | 10   | 2    | 22 | 33   |
| 1 | Abdennour Belhocini | USM Bel Abbès    | 10   | 4    | 17 | 26   |
| 2 | Samy Frioui         | MC Alger         | 9    | 3    | 15 | 37   |
| 3 | Houssam Ghacha      | ES Sétif         | 7    | 0    | 18 | 37   |
| 3 | Abdelkrim Zouari    | USM Alger        | 7    | 0    | 20 | 29   |
| 3 | Yousri Bouzok       | Paradou AC       | 7    | 3    | 18 | 26   |
| 4 | Ismail Belkacemi    | CS Constantinois | 6    | 0    | 20 | 34   |
| 5 | Amir Sayoud         | CR Belouizdad    | 5    | 0    | 18 | 40   |
| 5 | Rédha Bensayah      | JS Kabylie       | 5    | 0    | 20 | 36   |
| 5 | Med Rabie Meftah    | USM Alger        | 5    | 3    | 16 | 29   |
| 5 | Zakaria Mansouri    | MC Oran          | 5    | 4    | 17 | 30   |

| Source: Classement des buteurs - Buts : Nombre de buts inscrits. - Pen : Nombre de nombre de penalties inscrits. - J : Nombre de matchs durant lesquels le joueur a marqué. - Pts : Nombre de points du club du buteur. |

## Bilan de la saison
- Meilleure attaque : (34 buts)
  - ES Sétif
- Meilleure défense :  (16 buts encaissés)
  - CR Belouizdad
- Premier but de la saison :  El Habib Bouguelmouna   33e pour l'ES Sétif contre l'USM Alger (2-1) 15 août 2019 (1re journée)[2].
- Dernier but de la saison :  Aimen Lahmeri   30e pour la JS Saoura contre le CABBA (1-0) 15 mars 2020 (22e journée)
- Premier but contre son camp :  Chouaib Keddad   64e pour le CR Belouizdad contre le NC Magra (2-1) 19 août 2019 (2es journée)[3].
- Premier penalty :  Zakaria Mansouri   18e pour le MC Oran contre l'USM Bel-Abbès (3-1) 17 août 2019 (1re journée)[4].
- Premier but sur coup franc direct :  Rafik Boulaïnseur   36e pour le NC Magra contre l'ASO Chlef (1-0) 15 août 2019 (1re journée)[5].
- Premier doublé : Mohamed Souibaah  46,53 pour l'ES Sétif le 23 septembre 2019 lors de la 5e journée contre le NA Hussein Dey (3-4).
- Premier triplé : Redouane Zerdoum  40,20,65 pour le NA Hussein Dey le 23 septembre 2019 lors de la 5e journée contre l'ES Sétif (4-3).
- Premier carton jaune :  Sabri Boumaiza  lors de NA Hussein Dey - JS Kabylie (0-0) le 15 août 2019 (1re journée).
- Premier carton rouge :  Hocine Laribi   87e lors de l'ES Sétif - MC Oran (1-0) le 24 août 2019 (2e journée).
- But le plus rapide d'une rencontre :  Youcef Djahnit   1re pour le CA Bordj Bou Arreridj contre le MC Alger (3-0) 5 mars 2020 (21e journée).
- But le plus tardif d'une rencontre :  Hichem Mokhtar à la   90+9e pour l'US Biskra contre le CR Belouizdad (1-0) 22 février 2020 (19e journée).
- Plus jeune buteur de la saison :  Ishak Talal Boussouf pour l'ES Sétif lors de la 14e journée contre le MC Alger le 9 janvier 2020 à l'age de 18 ans 4 mois et 18 jours.
- Plus vieux buteur de la saison :  Mohamed Rabie Meftah pour l'USM Alger lors de la 14e journée contre le CR Belouizdad le 16 décembre 2019 à l'age de 34 ans 7 mois et 11 jours.
- Meilleure possession du ballon :
- Journée de championnat la plus riche en buts : 5e journée (31 buts)
- Journée de championnat la plus pauvre en buts : (0 buts)
- Nombre de buts inscrits durant la saison : 66 buts, soit une moyenne de :
  - 2.28 buts par match
  - 2.2 buts par journée
  - 1.28 buts marqués à domicile
  - 1 buts marqués à l'extérieur
- Résultat le plus souvent rencontré durant la saison : (0 matchs, soit 0% des résultats)
- Victoires à domicile : 14 (48 %)
- Victoires à l'extérieur : 6 (21 %)
- Matchs nuls : 9 (31 %)
- Plus grand nombre de buts dans une rencontre : 7 buts
  - Lors de la rencontre NA Hussein Dey - ES Sétif (4-3) le 23 septembre 2019 pour le compte de la 5e journée.
  - Plus large victoire à domicile : 4 buts d'écart
  - Lors des rencontres MC Oran - USM Alger (4-0) le 5 octobre 2019 pour le compte de la 7e journée, ES Sétif - AS Ain M'lila (4-0) le 7 décembre 2019 pour le compte de la 13e journée, CR Belouizdad - CA Bordj Bou Arreridj (4-0) le 3 février 2020 pour le compte de la 16e journée .
- Plus large victoire à l'extérieur : 3 buts d'écart
  - Lors de la rencontre Paradou AC - JS Kabylie (0-3) le 31 août 2019 pour le compte de la 3e journée.
  - Lors de la rencontre JS Kabylie - CR Belouizdad (0-3) le 24 septembre 2019 pour le compte de la 5e journée.
  - Lors de la rencontre MC Alger - JS Kabylie (0-3) le 13 novembre 2019 pour le compte de la 10e journée.
  - Lors de la rencontre NA Hussein Dey - ASO Chlef (0-3) le 8 février 2020 pour le compte de la 17e journée.
- Plus grand nombre de buts en une mi-temps :
- Plus grand nombre de buts dans une rencontre pour un joueur :
- Doublé le plus rapide :
- Triplé le plus rapide :
- Les triplés de la saison :
  - Redouane Zerdoum  40,20,65 pour le NA Hussein Dey le 23 septembre 2019 lors de la 5e journée contre l'ES Sétif (4-3).
  - Abdennour Belhocini  4,42,75 pour l'USM Bel Abbès le 17 février 2020 lors de la 18e journée contre le NC Magra (3-1).
- Plus grand nombre de spectateurs dans une rencontre :
- Plus petit nombre de spectateurs dans une rencontre :
- Plus grande série de victoires :
- Plus grande série de défaites :
- Plus grande série de matchs sans défaite :
- Plus grande série de matchs sans victoire :
- Champion d'automne : CR Belouizdad
- Champion : CR Belouizdad

## Parcours en coupes d'Afrique

### Parcours africains des clubs
Le parcours des clubs Algériens en coupes d'Afrique permet détermine le coefficient de la CAF, et donc le nombre de clubs Algériens présents en coupes d'Afrique les années suivantes.
| Club          | Compétition               | Résultat      | Ultime(s) adversaire(s) |
| ------------- | ------------------------- | ------------- | ----------------------- |
| USM Alger     | Ligue des champions       | 1/8 de finale | Phase de poules         |
| JS Kabylie    | Ligue des champions       | 1/8 de finale | Phase de poules         |
| Paradou AC    | Coupe de la confédération | 1/8 de finale | Phase de poules         |
| CR Belouizdad | Coupe de la confédération | Premier tour  | Pyramids FC             |

## Parcours en coupes arabes

### Parcours arabes des clubs
| Club           | Compétition              | Résultat       | Ultime(s) adversaire(s) |
| -------------- | ------------------------ | -------------- | ----------------------- |
| CS Constantine | Ligue des champions UAFA | 1/16 de finale | Al Muharraq Club        |
| MC Alger       | Ligue des champions UAFA | 1/4 de finale  | Raja Club Athletic      |
| JS Saoura      | Ligue des champions UAFA | 1/16 de finale | Al-Shabab Riyad         |

## Perturbations

### Pandémie de Covid-19
À la suite de la propagation de la pandémie de Covid-19 en Algérie, la FAF était obligée de revoir l'application de ce nouveau format, étant donné que les différents paliers de championnats sont à l'arrêt depuis le mois de mars 2020.
Le mardi 21 juillet 2020, et à la suite de l’approbation du Ministère de la jeunesse et des sports algérien (MJS) et de la Fédération internationale de football association (FIFA), la Fédération algérienne de football a lancé une consultation écrite auprès des membres de l’assemblée générale, afin de décider du sort du championnat d'Algérie saison 2019-2020.
Cette consultation propose deux choix :
1. Poursuite du championnat à condition de la levée du confinement (en cours sur 29 wilayas du pays).
2. Arrêt du championnat, avec trois variantes :
  1. Annulation des résultats et saison blanche, le système de compétition sera repris sans changement pour la saison suivante. La désignation des clubs participants aux compétitions internationales sera décidée par le FAF.
  2. Désignation des lauréats, des clubs accédant et rétrogradant et application du nouveau format prévu (18 clubs en ligue 1)[8].
  3. Désignation des lauréats, des clubs accédant et pas de rétrogradation (20 clubs en ligue 1).

Le 29 juillet 2020, le bureau fédéral de la Fédération algérienne de football (FAF) annonce l'application du choix 2 variante 3, donc :
- L'arrêt du championnat d'Algérie de football saison 2019-2020 et déclare le leader CR Belouizdad comme champion de saison[1].
- Pas de rétrogradation et le passage vers 20 clubs pour l'édition suivante.